# 杜筠
杜筠（越南语：／；1869年—？年），越南阮朝官員。

## 生平
杜筠是廣義省思義府平山縣平珠總硃沙村（今屬廣義省平山縣平洲社）人，嗣德二十二年（1869年）出生，杜登第之孫，父親是司務杜算，母親張氏令是張登楨姪女，張登桂侄孫女。成泰三年（1891年），杜筠參加平定場鄉試，考中舉人。成泰七年（1895年），會試考中會元，庭試考中進士。後任督學。